# سوسوریم
پادشاه سوسوریم (به کره‌ای: 소수림태왕)، (سطنت: ۳۷۱~۳۸۴میلادی)؛ هفدهمین امپراتور گوگوریو، شمالی‌ترین در میان سه پادشاهی کره، بود. او پسر پادشاه گگوگوون و برادر پادشاه گگوگ‌یانگ و عموی گوانگ‌گه‌تو بزرگ بود. او بودیسم را اولین بار در تاریخ کره وارد گوگوریو کرد. آموزشگاه «ته‌هاک» را تأسیس کرد. و قوانینی را برای سازماندهی مجدد سیستم دولتی وضع کرد.
سوسوریم در سال ۳۵۵ میلادی ولیعهد شد و پس از مرگ پدرش، پادشاه گگوگوون که در حمله پادشاه گون‌چوگو پادشاه بکجه به دژ پیونگ‌یانگ کشته شد، به سلطنت رسید. پادشاه سوسوریم را پادشاه بودایی هم می‌خوانند چون در زمان این پادشاه دین بودیسم وارد گوگوریو شد و گوگوریو این دین را به عنوان دین ملی و دولتی خود اعلام کرد.

## پیش زمینه
پادشاه سوسوریم که با نام گو گوبو متولد شد، نخستین پسر و جانشین پادشاه گوگوگوون بود. او به پدرش در رهبری کشور و تقویت اقتدار سلطنتی کمک کرد که به دلیل تحقیر هویان که آرامگاه پادشاه میچون را حفر کرد، به شدت تضعیف شده بود. شاهزاده گوبو در سال ۳۵۵ میلادی به عنوان ولیعهد منصوب شد.

## نخستین مؤسسه آموزشی کره
پادشاه سوسوریم در سال ۳۷۲ میلادی، در دوره‌ای که گوگوریو تازه توانسته بود آرامش نسبی با همسایهٔ چین (دین 前秦) برقرار کند، اقدام به تأسیس نخستین مؤسسهٔ آموزشی رسمی در تاریخ کره کرد. این نهاد که «تائه‌هاک» (태학 / 太學) نام گرفت، نقشی کلیدی در ساختاردهی به حکومت متمرکز، تربیت نیروی کارشناسی و گسترش آموزه‌های کنفوسیوسی داشت.
عوامل مؤثر در تأسیس نخستین مؤسسه آموزشی در کره:
1. اصلاحات دیوان‌سالاری: اجرای قوانین مدون و ثبت خانوادگی (율령) در سال ۳۷۳ میلادی، نیاز به کارشناسان آموزش‌دیده را برجسته ساخت.
2. پذیرش بودیسم: هم‌زمان با تأسیس تائه‌هاک، بوداییان چینی نیز دعوت شدند تا معابد و متون دینی را در گوگوریو بنوازند و زمینهٔ تنوع فکری فراهم شود.

### ساختار و مدیریت
تائه‌هاک نهادی کاملاً دولتی بود که در پایتخت گوگوریو تأسیس شد و برخلاف مدارس محلی مانند «گِیونگدانگ» (경당)، مستقیماً زیر نظر پادشاه و دربار اداره می‌شد. این مؤسسه به‌عنوان نخستین گام در جهت نهادینه‌سازی آموزش نخبگان، با هدف آماده‌سازی نسل جدیدی از کارگزاران حکومتی راه‌اندازی شد. مدیریت آن احتمالاً بر عهده شماری از مقامات باسواد و آشنا با متون چینی قرار داشت که به‌مرور با عنوان «اساتید تائه‌هاک» شناخته شدند. تأسیس چنین نهادی برای نخستین‌بار در تاریخ کره، الگوی تازه‌ای از ارتباط آموزش و قدرت سیاسی را بنیان نهاد.

### محتوای آموزشی
برنامهٔ آموزشی تائه‌هاک بر آموزه‌های کنفوسیوسی استوار بود و هدف آن تربیت کارگزاران وفادار، اخلاق‌مدار و کارآمد برای دولت مرکزی بود. از متون اصلی مورد استفاده می‌توان به چهار کتاب و پنج کلاسیک کنفوسیوسی اشاره کرد که شامل «لونیوی» (گفتارهای کنفوسیوس)، «منسیوس»، «آموزش بزرگ» و «میانه‌روی» می‌شد. افزون بر این، متونی در زمینه قوانین مدون داخلی، اصول حکمرانی، آیین‌های درباری، زبان چینی کلاسیک، و حتی مفاهیم ابتدایی نظامی نیز آموزش داده می‌شد. این ترکیب آموزشی موجب می‌شد که دانش‌آموختگان تائه‌هاک نه‌تنها به لحاظ اخلاقی بلکه به‌لحاظ فنی نیز برای مسئولیت‌های اداری و حکومتی آماده باشند.

### دستاوردها و تأثیرات
تأسیس تائه‌هاک در دوران سوسوریم نقطه عطفی در تاریخ آموزش کره به‌شمار می‌آید. این مؤسسه نخستین نسل از کارگزاران دولت را پرورش داد که آموزش نظام‌مند دیده بودند و به اصول کنفوسیوسی وفادار بودند. با تثبیت چنین ساختاری، پادشاه توانست قدرت خود را متمرکز کند و نظم دیوان‌سالاری را تقویت نماید. همچنین، گوگوریو در مقایسه با دیگر پادشاهی‌های هم‌عصر خود نظیر بکجه و شیلا، از امتیاز برتری در تربیت نیروهای اداری برخوردار شد. افزون بر این، هم‌زمانی تأسیس تائه‌هاک با پذیرش رسمی آیین بودا، بستر شکل‌گیری فضای فکری و فرهنگی تازه‌ای را در کشور فراهم کرد که تلفیقی از عقلانیت کنفوسیوسی و معنویت بودایی بود.

### میراث و استمرار
مدل آموزشی بنیان‌گذاری‌شده توسط پادشاه سوسوریم به الگویی برای توسعه نهادهای آموزشی در کره تبدیل شد. پادشاهی شیلا در قرون بعدی نهاد مشابهی به نام «گوگ‌هاک» تأسیس کرد که به‌طور مستقیم از ساختار تائه‌هاک الهام گرفته بود. در پادشاهی بالهه و بعدها در دوران گوریو و چوسان، این سنت آموزشی با شکل‌های تازه‌تری ادامه یافت و نهادهایی مانند «گوکجاگام» و «سونگ‌گ‌یونگ‌گوان» جایگزین تائه‌هاک شدند. اگرچه خود تائه‌هاک در طول تاریخ منحل شد، اما جایگاه آن به‌عنوان آغازگر آموزش عالی ساختارمند و دولتی در تاریخ کره همچنان در منابع تاریخی مورد تأکید قرار می‌گیرد.

## حکومت
او درسال ۳۷۱ میلادی هنگامی که پدرش، پادشاه گگوگوون در حمله بکجه به گوگوریو به پیونگ‌یانگ، توسط پادشاه گون‌چوگو کشته شد، به پادشاهی رسید.
به نظر می‌رسد سوسوریم با ایجاد نهادهای مذهبی–دولتی برای فراتر رفتن از جناح‌بندی قبیله‌ای، تمرکز قدرت را در گوگوریو تقویت کرده است. توسعه سیستم دولتی متمرکز عمدتاً به سیاست آشتی سوسوریم با حریف جنوبی آن، بکجه نسبت داده شد. درسال ۳۷۲ میلادی، او آیین بودا را از طریق راهبان سیار چین سابق دریافت کرد و معابدی برای اسکان آنها ساخت. گفته می‌شود که پادشاه چین سابق در دوره شانزده پادشاهی، راهب سوندو را با تصاویر و نوشته‌های بودا فرستاد و راهب آدو بومی گوگوریو، دو سال بعد بازگشت. گفته می‌شود که تحت حمایت کامل خانواده سلطنتی، اولین معبد هونگگوک پادشاهی کره در اطراف پایتخت ساخته شده است. اگرچه شواهد متعددی وجود دارد که نشان می‌دهد بودیسم قبل از سال ۳۷۲ میلادی تأسیس شد، مانند سبک‌های آرامگاه‌های میانه سده چهارم میلادی تحت تأثیر بودایی، به خوبی پذیرفته شده است که سوسوریم ردپای بودایی را نه تنها در دنیای معنوی مردم کره، بلکه از نظر شرایط تثبیت کرد.
سال ۳۷۲ میلادی نه تنها برای بودیسم بلکه برای آیین کنفوسیوس و تائوئیسم نیز در تاریخ کره اهمیت حیاتی داشت. سوسوریم همچنین مؤسسات کنفوسیوس ته‌هاک (태학؛ 太學) را برای آموزش فرزندان اشراف تأسیس کرد. درسال ۳۷۳ میلادی، او قوانینی به نام یولیونگ(율령؛ 律令) را منتشر کرد که سیستم‌های حقوقی نهادینه شده را تحریک کرد از جمله قوانین جزایی و آداب و رسوم منطقه‌ای مدون.
درسال‌های ۳۷۴، ۳۷۵ و ۳۷۶ میلادی، او به پادشاهی بکجه به سمت جنوب حمله کرد و درسال ۳۷۸ توسط خیتان از شمال مورد حمله قرار گرفت.

## میراث
بیشتر دوران سلطنت و زندگی پادشاه سوسوریم صرف تلاش برای تحت کنترل نگه داشتن گوگوریو و همچنین تقویت اقتدار سلطنتی شد. اگرچه او نتوانست انتقام مرگ پدرش و فرمانروای قبلی گوگوریو، پادشاه گوگوگوون را بگیرد، اما نقش مهمی در ایجاد پایه‌هایی ایفا کرد که فتوحات بزرگ برادرزاده‌اش و فرمانروای بعدی گوگوریو، پادشاه گوانگ‌گه‌تو بزرگ را به دست آورد شد.

## مرگ و جانشین
پادشاه سوسوریم در سال ۳۸۴ درگذشت و در آرامگاه سوسوریم به خاک سپرده شد، که احتمالاً جنگلی در اطراف پایتخت، گونگنه بود. بعد از او چون فرزندی نداشت برادرش گگوگ‌یانگ به پادشاهی رسید.

## خانواده
- پدر: پادشاه گگوگوون
  - پدربزرگ: پادشاه میچون
  - مادربزرگ: «ملکه جو»
- برادر: پادشاه گگوگ‌یانگ
  - برادرزاده: پادشاه گوانگ‌گه‌تو بزرگ
- همسر ناشناس - بدون فرزند.

## تصویرسازی مدرن
- توسط جون سونگهوان در سریال تلویزیونی افسانه MBC در سال ۲۰۰۷ به‌تصویر کشیده شد.
- توسط جین سونگ و جونگ یونسوک در سریال تلویزیونی امپراتور افسانه‌ها KBS ۲۰۱۰~۲۰۱۱ به‌تصویر کشیده شد.